# Mesembriomys macrurus
Mesembriomys macrurus és una espècie de mamífer rosegador de la família dels múrids. És endèmic del nord-oest d'Austràlia. Es tracta d'un animal nocturn. Els seus hàbitats naturals són les selves tropicals i els boscos dominats per eucaliptus. Està amenaçat pel pasturatge del bestiar boví, la depredació pels gats ferals i els canvis en la freqüència dels incendis forestals. El seu nom específic, macrurus, significa ‘cua grossa’ en llatí.